# Львівський жиркомбінат
Львівський жировий комбінат — одне з провідних підприємств олійножирової галузі України.

## Історія
Підприємство засноване у 1948 році. Понад півсторіччя жиркомбінат спеціалізується на випуску високоякісних маргаринів, майонезів на натуральних яєчних жовтках, споживацьких маргаринів та жирів. У 2013 році підприємство святкувало ювілей — 65 років з дня заснування, який ознаменувався запуском виробництва першого в країні органічного майонезу — «Провансаль ORGANIC» «Щедро». Продукція комбінату випускається під торговими марками «Щедро», «Запорізький» та «Оллі».

## Виробництво
Підприємство має повний замкнутий цикл переробки рослинних олій та виробництва напівфабрикатів. Виробничий комплекс заводу складають сучасні системи зберігання та переробки. Основне обладнання цеху — це лінії індійського та іспанського виробництва (окрім Volpak також Duplex) . На львівському жировому комбінаті впроваджено систему менеджменту безпеки продуктів харчування відповідно до міжнародного стандарту ISO 22000:2005, а також систему менеджменту якості відповідно до міжнародного стандарту ISO 9001:2008. Це свідчить про якість продукції та професійну компетентність наших співробітників, конкурентоспроможність компанії не лише на національному, але й на міжнародному рівні.

## Основна продукція
- Жири
- Майонез
- Маргарин
- Кетчуп